# Кшентицы
Кшентицы — деревня в Новгородском районе Новгородской области, входит в состав Ермолинского сельского поселения.
Расположена на дороге между деревнями Видогощь и Вашково. Имеет прямое автобусное сообщение с областным центром — автобус № 115 Видогощь—Великий Новгород.
С востока на запад через деревню проходит единственная улица — Добрынька.
В Кшентицах есть действующая церковь Ильи пророка постройки 2004 года.
Во время Великой Отечественной войны в боях за деревню Кшентицы за проявленный героизм были награждены званиями Герой Советского Союза танкисты:
- командир 1-го танкового батальона гвардии майор Владимир Платицын
- командиры 1-й и 2-й танковых рот гвардии капитаны Григорий Телегин и Владимир Литвинов (оба посмертно)
- командир танка младший лейтенант Николай Томашевич

## Примечания

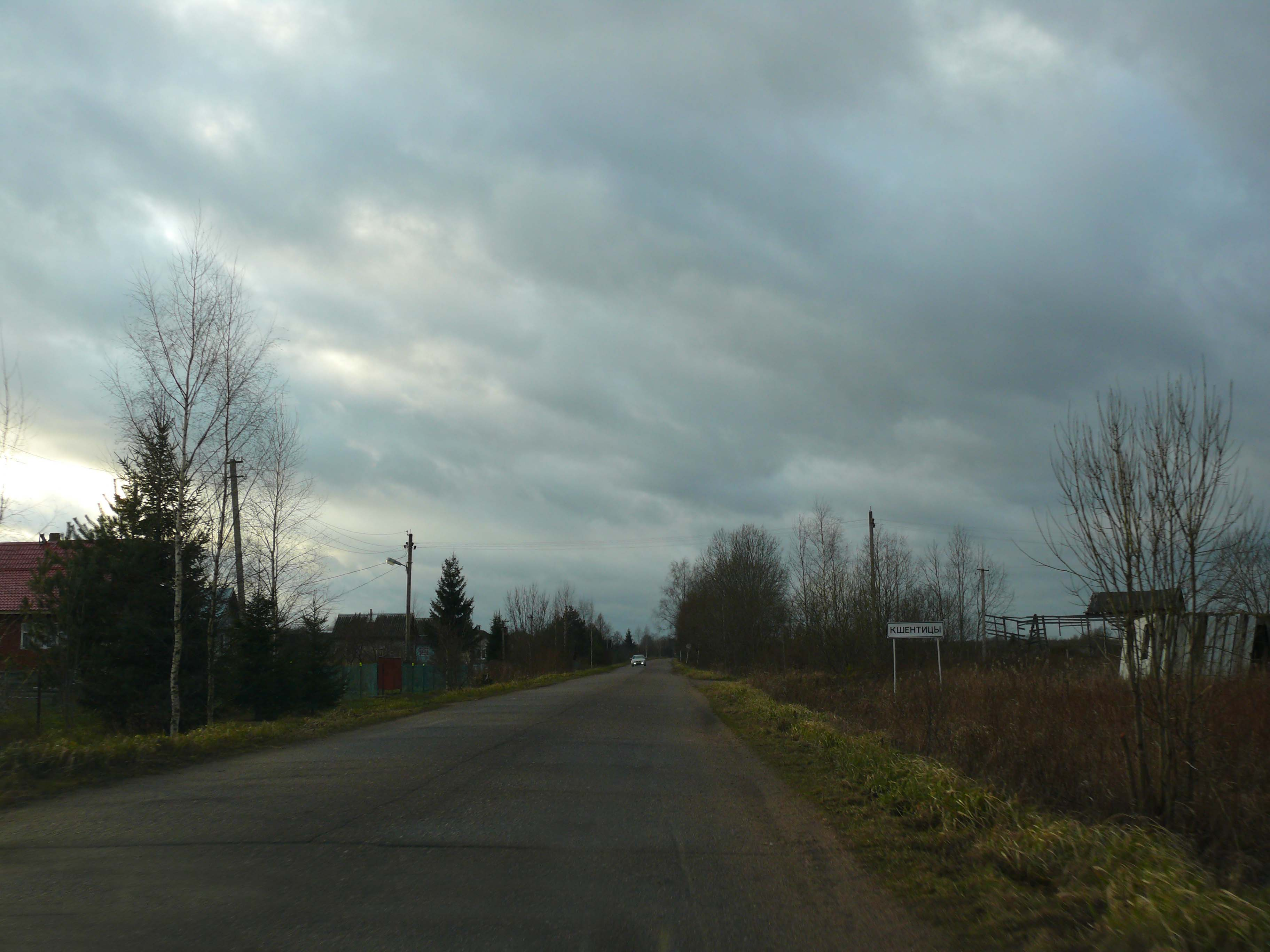
Въезд в Кшентицы со стороны деревни Вашково
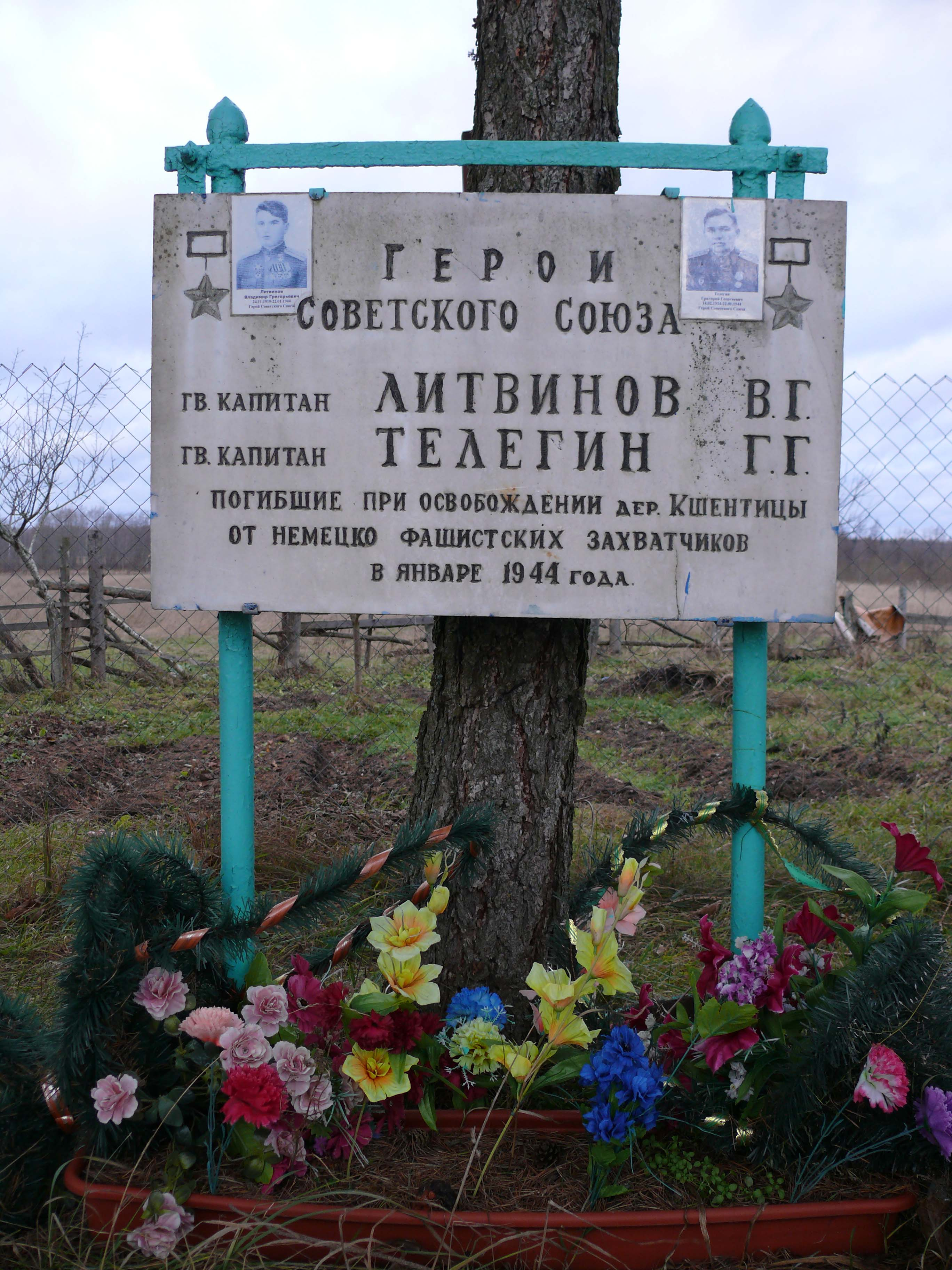
Небольшой мемориал памяти погибших героев-танкистов